# Portugalstrom

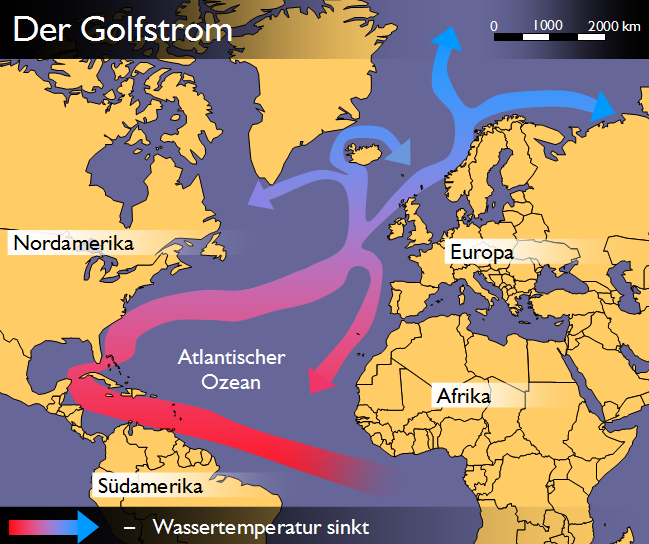
Die Grafik zeigt grob schematisch den Verlauf des Nordatlantikwirbels. Der Teil entlang der portugiesischen Küste formt den Portugalstrom.

Der Portugalstrom ist eine schwache, mäßig warme Meeresströmung, die südwärts entlang der portugiesischen Küste verläuft. Er befindet sich am östlichen Rand des Nordatlantikwirbels. Das komplette Stromsystem erstreckt sich in Nord-Süd-Richtung zwischen dem 46. und dem 36. Breitengrad sowie in Ost-West-Richtung von der Küste bis etwa zum 24. Längengrad. Aufgrund von Wechselwirkungen mit anderen küstennahen Strömungen und mit der Bodentopografie ist eine klare räumliche Definition schwierig. Der Portugalstrom kann, auch im atlantikweiten Zusammenhang, als nördliche Verlängerung des Kanarenstroms aufgefasst werden.

## Einordnung
Der Portugalstrom ist Teil des großen Nordatlantikwirbels, der das Meerwasser im Uhrzeigersinn durch den Nordteil des Atlantischen Ozeans führt. Der Golfstrom im westlichen Teil des Wirbels spaltet sich weiter nördlich in den Nordatlantikstrom und den Azorenstrom auf. Letzterer gewährleistet die Wasserzufuhr für den Portugalstrom und beliefert auch weiter südwärts, etwa nördlich der Kanarischen Inseln, den Kanarenstrom, der schließlich über den Nordäquatorialstrom und im weiteren Verlauf über die Karibische Strömung oder den Antillenstrom und den Floridastrom wieder zurück in den Golfstrom führt.

## Eigenschaften
Der Volumenstrom des Portugalstroms beträgt im Mittel 2 Sverdrup, kann aber – je nach Gebiet – Werte zwischen 0,3 und 12 Sv annehmen. Die Temperaturen liegen nahe der Oberfläche meist bei ca. 14 bis 19 °C, die Salinität beträgt typischerweise 35,8 bis 36,0 g/kg. Der Portugalstrom kann zudem leicht durch Winde beeinflusst werden.